# Château de Jussy
Ne doit pas être confondu avec le château de Jussy (canton de Genève).
Le château de Jussy est situé à Jussy-Champagne dans le département du Cher, en région Centre-Val de Loire.

## Historique

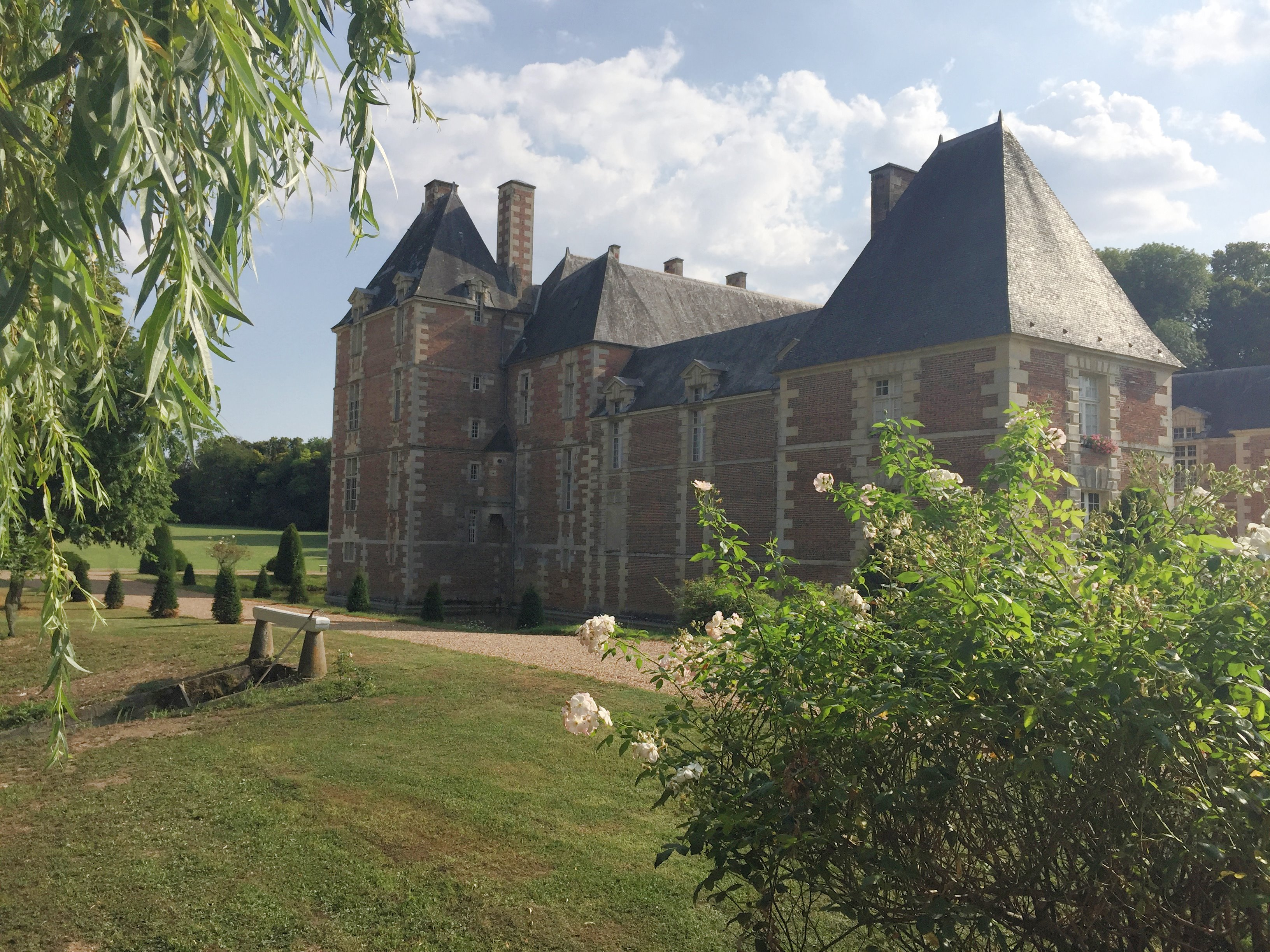
Le château en 2018.

La construction du château débuta vers 1590, à l'initiative des seigneurs de Gamaches, originaires du Vexin, établis en Berry depuis des alliances avec les familles Foucaud (sires de Sury et  de Lourroy/Laurois) et de Blet (sires de Quincampoix et de Rémond) au XVe siècle. L'héritière Léonore (ou Charlotte-Eléonore) de Gamaches († 1710 ; épouse d'Henri de Chevenon de Bigny) vendit en 1702 le château, faute de moyens, à la famille de Gaucourt (lieutenants en Berry, sires de Bouesses, Gournay, Cluys), qui céda à son tour le domaine en 1759 à Philippe-Pierre Labbé de Chamgrand et son épouse Marie-Madeleine Agard de Morogues et Maupas.
La famille Ponton d'Amécourt, actuelle propriétaire des lieux, entreprend d'achever le château, de le restaurer et de le moderniser.
Les façades et toitures de l'édifice sont classées au titre des monuments historiques en 1946. Les autres parties du château (intérieurs, communs, douves, jardin, parc, clôture) sont inscrites en 2015.

## Architecture et décoration
Construit sur un plan en forme de "H", le château de Jussy correspond au style Louis XIII, avec ses façades ornées de brique et de pierre.
À noter, deux galeries à arceaux donnant sur la cour sont dues à l'architecte Jean Lejuge, une cheminée monumentale incrustée de marbre dans la salle à manger, une bibliothèque ainsi qu'une chapelle. Parmi les améliorations apportées au XVIIIe par la famille Labbé de Chamgrand, se trouve le décor des appartements aux riches boiseries et trumeaux.
Le château, entouré d'un vaste jardin à la française, est entièrement meublé avec du mobilier d'époque des XVIIe et XVIIIe siècles, et orné de tapisseries et de tableaux anciens. Il abrite en outre une collection de costumes du XIXe.